# Alan Skidmore
Richard James Alan Skidmore (Londres, 21 de abril de 1942) é um saxofonista britânico e filho do saxofonista Jimmy Skidmore.

## Vida e carreira

### Como instrumentista
Skidmore começou sua carreira profissional aos 16 anos e fez uma turnê no início de sua carreira com o comediante Tony Hancock. No  final dos anos 1960, trabalhou com John Mayall's Blusbreakers e Ronnie Scott. Na década de 1970, ele fazia parte de jazz fusion, projeto Centipede e trabalhou - entre outros - com Soft Machine, The Nice, Graham Collie, Brotherhood of Breath, Michael Gibbs, Elton Dean, Kate Bush e Curved Air. Ele já tocou com muitos músicos de jazz e blues.

### Como artista em sua própria autoria
No final do regime do Apartheid, ele foi para a África do Sul para gravar com músicos do grupo de percussão Amampondo, incluindo o pianista Simpiwe Matole, tocando jazz moderno sobre uma textura de percussão africana e cânticos.

## Discografia
- Once Upon A Time (1969)
- TCB (970)
- SOS (1975)
- Tribute To Trame (1988)
- From East to West (1992)
- After the Rain (1998) - tocando baladas com Colin Towns
- The Call (2001) - com Amampondo
- Ubizo (2003) - com Amampondo
- 50 Journeys (2004)
- Once Upon a Time (2005)
- Impressions of John Coltrane (2008)
- Looking of the Next One (2013)